# Jorge Carrasco (calciatore 1961)
Jorge Iván Carrasco Monsalves (3 novembre 1961) è un ex calciatore cileno, di ruolo difensore.

## Carriera
Con la Nazionale cilena ha partecipato alla Copa America nel 1989.